# 有田隆平
有田 隆平（ありた りゅうへい、1989年3月21日 - 福岡県出身）は、元ラグビーユニオン選手。

## 人物

### 高校まで
小学1年生、7歳のときにつくしヤングラガーズでラグビーを始める。東福岡高校では、1年時は控え選手だったが、2年時はプロップ(3番)として花園に出場しベスト16。3年時はキャプテン、ナンバーエイトとして花園に出場し、チームを決勝戦まで導く。悲願の初優勝が期待されたが、スタンドオフ山中亮平を擁する東海大仰星高校の前に5-19で敗れた。

### 大学時代
大学1年
早稲田大学入学直後に、本人の志願でフッカーにコンバートする。慣れないポジションの為、Dチーム(4軍)からのスタートとなったが、僅か2ヶ月でAチームの控え(つまりチームで2番手)になるまで成長した。しかし、先輩の臼井陽亮を追い越すことはできず、活躍の場はBチームが中心であった。
大学2年
臼井が卒業し、レギュラーポジションを獲得。対抗戦、大学選手権の全試合に先発出場し、大学選手権2連覇に貢献した。
大学3年
U20日本代表に選出され、キャプテンに就任した。
大学4年
早稲田大学のキャプテンに就任し、チームの対抗戦優勝と大学選手権準優勝に貢献した。

### 社会人
2011年、コカ・コーラウエストレッドスパークス（現・コカ・コーラレッドスパークス）に加入。同年11月5日に行われたジャパンラグビートップリーグ第2節の東芝ブレイブルーパス戦にて途中出場で公式戦初出場を果たす。
2015年、ラグビーワールドカップ2015の日本代表バックアップメンバーに選出された。
2016年、コカ・コーラレッドスパークスの副将に就任した。
2018年、神戸製鋼コベルコスティーラーズ(現・コベルコ神戸スティーラーズ)に移籍。
2023年、トヨタヴェルブリッツに加入。
2025年5月、現役を引退した。

## 家族
3人の兄が居て有田4兄弟と呼ばれている。全員にラグビー経験があり、長男は柔道に転じたが、二男啓介は東福岡高等学校、中央大学を経てトヨタ自動車で、三男将太は東福岡高等学校、法政大学を経てコカ・コーラでプレーしていた。

## 代表歴
- 2006年 高校日本代表(AUS遠征)
- 2008年 U20日本代表(IRBジュニアワールドチャンピオンシップ-ウェールズ2008)
- 2009年 U20日本代表(IRB TOSHIBA ジュニアワールドチャンピオンシップ2009 日本大会)
- 2012年 ラグビー日本代表(HSBCアジア五カ国対抗2012)

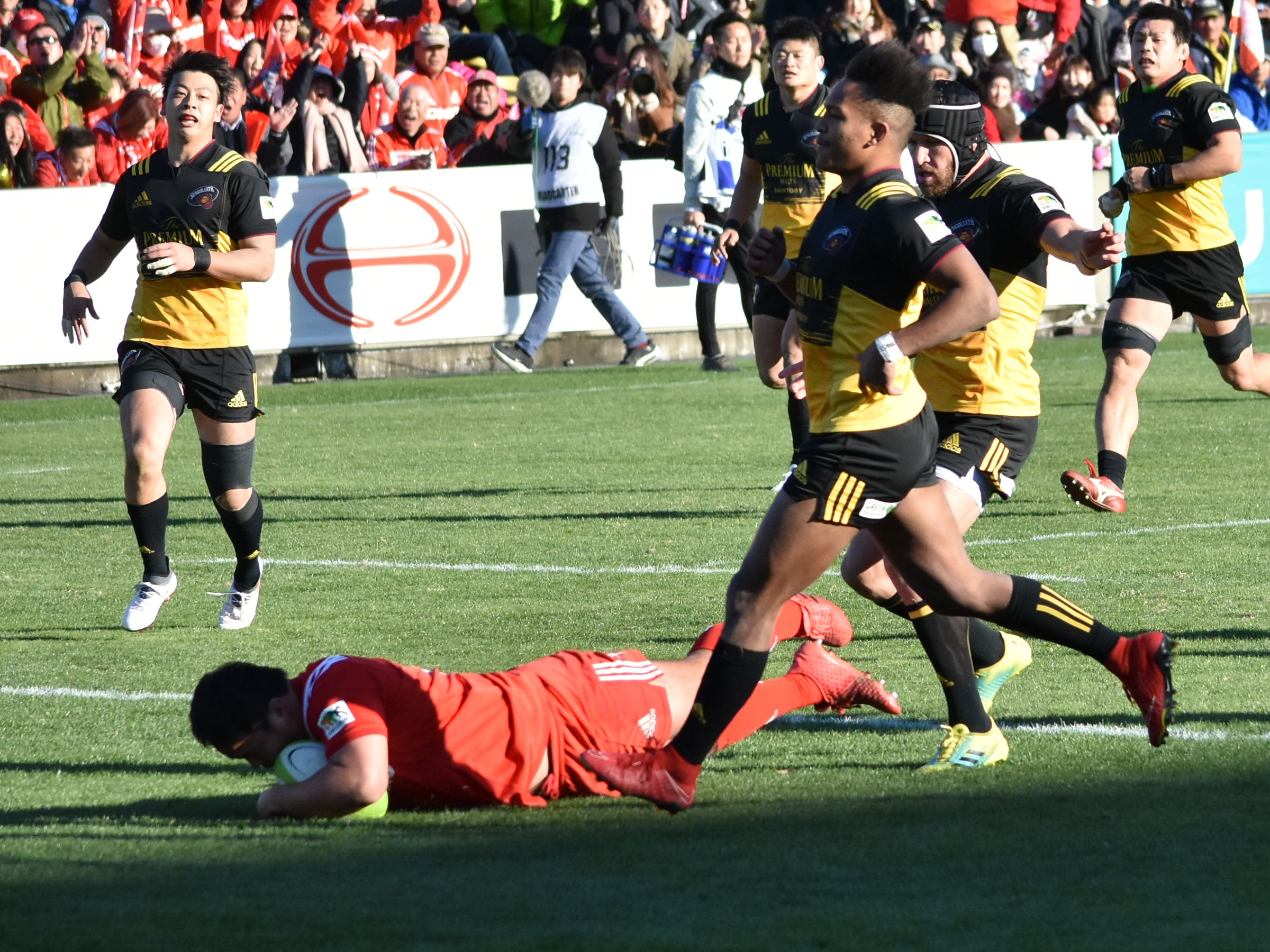
第56回日本ラグビーフットボール選手権大会兼トップリーグ総合順位決定トーナメント決勝（2018年12月15日撮影）
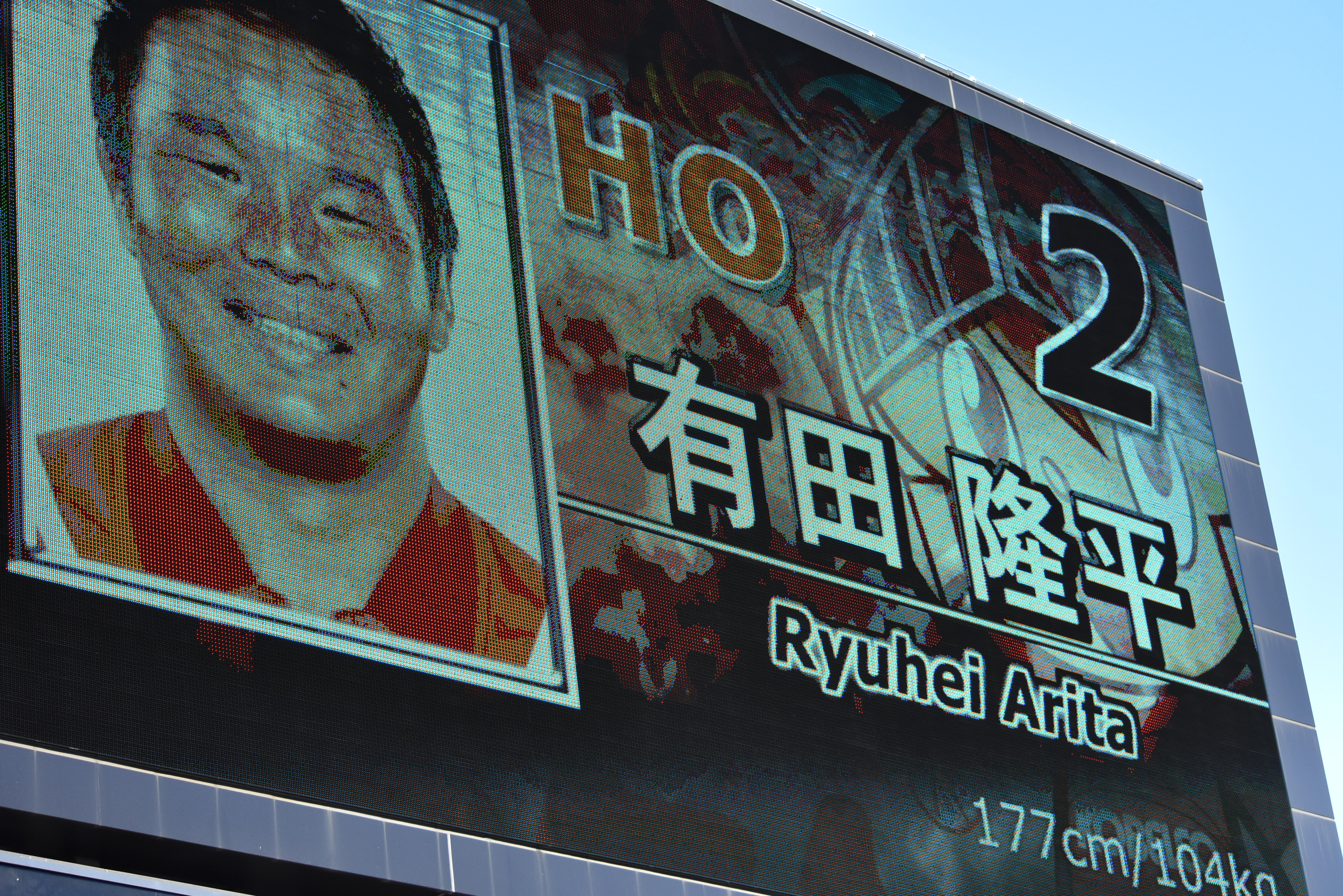
同左（2018年12月15日撮影）